# ベトナム共産党中央委員会書記長
もしかして
- ベトナム共産党中央執行委員会書記長

ではありませんか？